# Can't Get Enough (canção de Becky G)
"Can't Get Enough" é uma canção da cantora americana Becky G, com o rapper compatriota Pitbull. Foi originalmente lançada em 13 de julho de 2013, como a segunda faixa de seu EP, Play It Again. Mais tarde, foi lançado como um single nas rádios hispânicas em 29 de março de 2014.
A canção conseguiu figurar no número um na parada do Latin Rhythm Airplay nos Estados Unidos. O videoclipe foi lançado em 4 de junho de 2014. Uma versão em espanhol foi lançada em 1º de maio para plataformas digitais; apresenta Gomez cantando em espanhol, enquanto os versos de Pitbull permanecem em inglês.

## Antecedentes
Em uma entrevista à Rolling Stone, Gomez revelou que o single "aconteceu em pedaços", pois era originalmente uma canção solo. Depois que ela "tocou", DJ Buddha enviou a faixa para Pitbull, que respondeu com algumas "idéias de versos", que substituíram o segundo verso de Gomez e também foram incluídas na versão em espanhol da canção.

## Vídeo musical
O videoclipe oficial da canção foi lançado no canal Vevo de G no YouTube em 4 de junho de 2014. Desde novembro de 2019, o videoclipe conta com mais de 40 milhões de visualizações.

## Lista de faixas
| Download digital |                                                             |         |  |
| N.º              | Título                                                      | Duração |  |
| 1.               | "Can't Get Enough – Versão em espanhol" (featuring Pitbull) |         |  |

## Desempenho nas tabelas musicais
| Tabela musical (2014)                           | Melhor posição |
| ----------------------------------------------- | -------------- |
| Estados Unidos (Billboard Latin Songs)          | 10             |
| Estados Unidos (Billboard Latin Pop Songs)      | 10             |
| Estados Unidos (Billboard Latin Airplay)        | 2              |
| Estados Unidos (Billboard Latin Rhythm Airplay) | 1              |